# Villa du Mont-Tonnerre
Villa du Mont-Tonnerre är en gata i Quartier Necker i Paris femtonde arrondissement. Gatan är uppkallad efter Mont Tonnerre, ett berg i Pfalz. Villa du Mont-Tonnerre börjar vid Rue de Vaugirard 127 och slutar vid Villa de l'Astrolabe 12.

## Omgivningar
- Notre-Dame-des-Champs
- Saint-Jean-Baptiste-de-La-Salle
- Chapelle Saint-Bernard-de-Montparnasse
- Chapelle Notre-Dame-du-Lys
- Place Jacques-et-Thérèse-Tréfouël
- Impasse de l'Enfant-Jésus
- Impasse Ronsin
- Rue Nicolas-Charlet
- Rue Edmond-Guillout
- Villa de l'Astrolabe
- Rue d'Alençon

## Bilder
| - Gatuskylt. - Notre-Dame-des-Champs. - Place Jacques-et-Thérèse-Tréfouël. |

## Kommunikationer
- Tunnelbana – linje  – Falguière
- Busshållplats Montparnasse – Alençon – Paris bussnät

### Webbkällor
- ”Villa du Mont-Tonnerre”. Mairie de Paris. https://web.archive.org/web/20160303221549/http://www.v2asp.paris.fr/commun/v2asp/v2/nomenclature_voies/Voieactu/6482.nom.htm. Läst 7 december 2023.
- ”Villa du Mont-Tonnerre (15ème arrondissement)”. Les rues de Paris. https://web.archive.org/web/20160409010442/http://www.parisrues.com/rues15/paris-15-villa-du-mont-tonnerre.html. Läst 7 december 2023.